# Michelle Ruthven
Michelle Ruthven McKendry (* 18. Juni 1967 in Orangeville, Ontario) ist eine ehemalige kanadische Skirennläuferin.
Im Skiweltcup erreichte sie in zwei Abfahrten den dritten Platz, am 29. Januar 1994 in Garmisch-Partenkirchen und am 6. März 1994 in Whistler. 1995 trat sie vom alpinen Skirennsport zurück. Im Verlaufe ihrer Karriere hatte sie fünf kanadische Meistertitel gewonnen (Super-G 1991–1994, Riesenslalom 1992). Außerdem gewann sie bei den Panamerikanischen Spielen 1990 in Las Leñas die Bronzemedaille im Riesenslalom.